# Liste des évêques de Santa Marta
Cette liste recense les évêques qui se sont succédé sur le siège du diocèse de Santa Marta en Colombie depuis sa création le 9 janvier 1534.

## Évêques
- Juan Fernando Angulo (6 septembre 1536 - juillet 1542)
- Martín de Calatayud, O.S.H (19 décembre 1543 - 9 novembre 1548)
  - Sede vacante (1548-1552)
- Juan de los Barrios, O.F.M.Obs (2 avril 1552 - 11 septembre 1562), nommé évêque de Santafé de Nouvelle-Grenade
  - Siège supprimé (1562-1577)
- Juan Méndez de Villafranca, O.P (15 avril 1577 - décembre 1577)
- Sebastián Ocando, O.F.M.Obs (6 février 1579 - 21 juin 1619)
- Leonel de Cervantes y Caravajal (17 mars 1621 - 1er décembre 1625), nommé évêque de Santiago de Cuba
- Lucas García Miranda (15 décembre 1625 - 1629)
- Antonio Conderina Vega, O.S.A (16 décembre 1630 - 26 mai 1642), nommé évêque de Huamanga
- Juan del Espinar Orozco, O.P (16 juin 1642 - vers 1652)
  - Sede vacante (1652-1661)
- Francisco de la Trinidad Arrieta, O.P (5 septembre 1661 - 1664)
- Melchor Liñán y Cisneros (6 octobre 1664 - 16 janvier 1668), nommé évêque de Popayán
- Lucas Fernández de Piedrahita (27 février 1668 - 16 novembre 1676), nommé évêque de Panama
- Diego de Baños y Sotomayor (13 septembre 1677 - 15 février 1683), nommé évêque de Caracas
- Gregorio Iago Pastrana (24 avril 1684 - 1690)
  - Sede vacante (1690-1694)
- Juan Victores de Velasco, O.S.B (19 juillet 1694 - 28 novembre 1707), nommé évêque de Trujillo
  - Sede vacante (1707-1715)
- Antonio de Monroy y Meneses, O.de M (21 janvier 1715 - 1er septembre 1738)
- José Ignacio Mijares Solórzano y Tobar (11 novembre 1740 - 1742)
- Juan Nieto Polo del Aguila (15 juillet 1743 - 28 novembre 1746), nommé évêque de Quito
- José Javier de Arauz y Rojas (28 novembre 1746 - 28 mai 1753), nommé archevêque de Santafé de Nouvelle-Grenade
- Fernando Camacho y Rojas (28 mai 1753 - 1754)
- Nicolás Gil Martínez y Malo (4 août 1755 - 4 avril 1763)
- Agustín Camacho y Rojas, O.P (20 août 1764 - 4 mars 1771), nommé archevêque de Santafé de Nouvelle-Grenade
- Francisco Javier Calvo (4 mars 1771 - 22 décembre 1773)
- Francisco Navarro (13 mars 1775 - novembre 1788)
- Anselmo José de Fraga y Márquez (29 mars 1790 - 1794)
- José Alejandro de Egües y Villamar (1er juin 1795 - 1797)
- Diego Santamaría Cevallos, O.F.M.Obs (17 avril 1798 - 4 juillet 1801)
- Eugenio de la Santísima Trinidad Sesé, O.A.R (28 septembre 1801 - 31 octobre 1803)
- Miguel Sánchez Cerrudo, O.F.M.Obs (20 août 1804 - 4 août 1810)
- Manuel Redondo y Gómez (19 avril 1811 - 1813)
  - Sede vacante (1813-1817)
- Antonio Gómez Polanco, O.F.M.Obs (28 juillet 1817 - 13 décembre 1820)
  - Sede vacante (1820-1827)
- José María Esteves (21 mai 1827 - 15 octobre 1834)
- José Luis Serrano (1er février 1836 - 12 mai 1852)
- Bernabé Rojas, O.P (13 janvier 1854 - 13 avril 1858)
  - Sede vacante (1858-1875)
  - Vicente Arbeláez Gómez (13 mai 1859 - 6 décembre 1864) (vicaire apostolique)
- José Romero (5 juillet 1875 - 22 septembre 1891)
- Rafael Celedón (17 décembre 1891 - 10 décembre 1902)
- Francisco Simón y Ródenas, O.F.M.Cap (11 juin 1904 - 2 décembre 1912)
- Francesco Cristoforo Toro (16 décembre 1913 - 8 février 1917), nommé évêque de Antioquía-Jericó
- Joaquín García Benítez, C.I.M (15 septembre 1917 - 14 mai 1942), nommé archevêque de Medellín
- Bernardo Botero Álvarez, C.M (5 juillet 1944 - 29 mai 1956), nommé archevêque de Nueva Pamplona
- Norberto Forero y García (29 mai 1956 - 2 juin 1971)
- Javier Naranjo Villegas (2 juin 1971 - 24 juillet 1980)
- Félix María Torres Parra (11 décembre 1980 - 11 mai 1987), nommé archevêque de Barranquilla
- Hugo Eugenio Puccini Banfi (4 décembre 1987 - 5 août 2014)
- Luis Adriano Piedrahita Sandoval (5 août 2014 - 11 janvier 2021)
- José Mario Bacci Trespalacios, C.I.M, depuis le 19 novembre 2021

## Sources
- (en) « Diocese of Santa Marta  : Past and Present Ordinaries », sur catholic-hierarchy.org (consulté le 30 septembre 2023)